# Fudbalski klub Crvena zvezda 1983-1984
Questa voce raccoglie le informazioni riguardanti il Fudbalski klub Crvena zvezda (detto comunemente in italiano Stella Rossa) nelle competizioni ufficiali della stagione 1983-1984.

## Maglie e sponsor
Il fornitore tecnico della Stella Rossa per la stagione 1983-1984 è Puma.
| Casa | Trasferta |

## Rosa
| N. |                       | Ruolo | Calciatore         |
| -- | --------------------- | ----- | ------------------ |
|    | Jugoslavia (bandiera) | P     | Tomislav Ivković   |
|    | Jugoslavia (bandiera) | P     | Slobodan Karalić   |
|    | Jugoslavia (bandiera) | P     | Stevan Stojanović  |
|    | Jugoslavia (bandiera) | P     | Goran Živanović    |
|    | Jugoslavia (bandiera) | D     | Zoran Banković     |
|    | Jugoslavia (bandiera) | D     | Marko Elsner       |
|    | Jugoslavia (bandiera) | D     | Milan Jovin        |
|    | Jugoslavia (bandiera) | D     | Ivan Jurišić       |
|    | Jugoslavia (bandiera) | D     | Miodrag Krivokapić |
|    | Jugoslavia (bandiera) | D     | Dragan Miletović   |
|    | Jugoslavia (bandiera) | D     | Miroslav Šugar     |
|    | Jugoslavia (bandiera) | C     | Zoran Dimitrijević |
|    | Jugoslavia (bandiera) | C     | Ranko Đorđić       |
|    | Jugoslavia (bandiera) | C     | Žarko Đurović      |

| N. |                       | Ruolo | Calciatore             |
| -- | --------------------- | ----- | ---------------------- |
|    | Jugoslavia (bandiera) | C     | Boško Đurovski         |
|    | Jugoslavia (bandiera) | C     | Rajko Janjanin         |
|    | Jugoslavia (bandiera) | C     | Milan Janković         |
|    | Jugoslavia (bandiera) | C     | Zlatko Krmpotić        |
|    | Jugoslavia (bandiera) | C     | Goran Milojević        |
|    | Jugoslavia (bandiera) | C     | Đorđe Milovanović      |
|    | Jugoslavia (bandiera) | C     | Jovica Nikolić         |
|    | Jugoslavia (bandiera) | A     | Milko Đurovski         |
|    | Jugoslavia (bandiera) | A     | Nedeljko Milosavljević |
|    | Jugoslavia (bandiera) | A     | Mitar Mrkela           |
|    | Jugoslavia (bandiera) | A     | Preki Radosavljevic    |
|    | Jugoslavia (bandiera) | A     | Miloš Šestić           |
|    | Jugoslavia (bandiera) |       | Konstantin Đurić       |
|    | Jugoslavia (bandiera) |       | Dragić Komadina        |

## Risultati

### Prva Liga

#### Girone di andata
| Zenica 14 agosto 1983 1ª giornata | Čelik Zenica      | 0 – 0 | Stella Rossa | Stadion Bilino Polje (30.000 spett.)\| Arbitro: \| Damir Matovinović \| |
| Arbitro:                          | Damir Matovinović |       |              |                                                                         |

| Belgrado 21 agosto 1983 2ª giornata | Stella Rossa | 0 – 0 | Osijek | Stadio Stella Rossa (30.000 spett.)\| Arbitro: \| Džafer Đuka \| |
| Arbitro:                            | Džafer Đuka  |       |        |                                                                  |

| Arbitro: | Jozo Mandić |

|                   |           |  |
| Pančev 73’ (rig.) | Marcatori |  |

| Arbitro: | Zoran Rebac |

|  |           |                          |
|  | Marcatori | 32’, 67’, 82’ M.Đurovski |

| Arbitro: | Tralče Madžoski |

|              |           |  |
| Banković 45’ | Marcatori |  |

| Arbitro: | Vitomir Marjanović |

|             |           |  |
| Bojović 71’ | Marcatori |  |

| Arbitro: | Enver Šarić |

|                               |           |  |
| M.Đurovski 27’ B.Đurovski 78’ | Marcatori |  |

| Arbitro: | Šumić |

|  |           |                                |
|  | Marcatori | 22’, 36’ M.Đurovski 65’ Šestić |

| Arbitro: | Jakov Plavšić |

|            |           |                          |
| Mrkela 71’ | Marcatori | 36’ Grabo 43’, 51’ Nikić |

| Arbitro: | Miodrag Čolić |

|               |           |  |
| Savićević 80’ | Marcatori |  |

| Arbitro: | Stipe Glavina |

|                       |           |                            |
| B.Đurovski 30’ (rig.) | Marcatori | 55’ Cana 68’, 72’ Batrović |

| Belgrado 26 ottobre 1983 12ª giornata | Partizan | 0 – 0 | Stella Rossa | JNA Stadium (50.000 spett.)\| Arbitro: \| Zuber \| |
| Arbitro:                              | Zuber    |       |              |                                                    |

| Arbitro: | Jovica Belšin |

|                                                        |           |              |
| Milovanović 14’ Nikolić 22’, 30’ Marjanović 75’ (aut.) | Marcatori | 48’ Matrljan |

| Zagabria 6 novembre 1983 14ª giornata | Dinamo Zagabria | 0 – 0 | Stella Rossa | Stadio Maksimir (20.000 spett.)\| Arbitro: \| Marjanović \| |
| Arbitro:                              | Marjanović      |       |              |                                                             |

| Arbitro: | Josip Glažar |

|                               |           |           |
| B.Đurovski 48’ M.Đurovski 78’ | Marcatori | 54’ Voljč |

| Arbitro: | Papec |

|                                           |           |              |
| Dimitrijević 35’ Vrga 51’ Vujadinović 80’ | Marcatori | 85’ Banković |

| Arbitro: | Eduard Šoštarić |

|                |           |  |
| Stojanović 21’ | Marcatori |  |

#### Girone di ritorno
| Arbitro: | Fazlagić |

|                                             |           |  |
| Milovanović 19’ Nikolić 25’, 69’ Šestić 26’ | Marcatori |  |

| Arbitro: | Roganović |

|            |           |                |
| Karačić 8’ | Marcatori | 73’ B.Đurovski |

| Arbitro: | Šoštarič |

|                               |           |  |
| M.Đurovski 4’ Milovanović 43’ | Marcatori |  |

| Arbitro: | Josip Glažar |

|                                                                      |           |             |
| M.Đurovski 10’, 45’ Janković 22’ Đorđić 28’, 70’ B.Đurovski 53’, 85’ | Marcatori | 52’ Vujičić |

| Arbitro: | Angelovski |

|            |           |  |
| Vukoje 10’ | Marcatori |  |

| Arbitro: | F.Fazlagić |

|                         |           |             |
| Banković 5’ Nikolić 18’ | Marcatori | 58’ Aleksić |

| Arbitro: | Glažar |

|              |           |                |
| Slišković 8’ | Marcatori | 29’ M.Đurovski |

| Arbitro: | Frane Bašica |

|                                           |           |               |
| B.Đurovski 15’, 63’ Šestić 37’ Đorđić 52’ | Marcatori | 8’ Cvjetković |

| Arbitro: | Plavšić |

|                  |           |                                     |
| Đurić 53’ (rig.) | Marcatori | 20’ (rig.) Janković 35’, 75’ Šestić |

| Arbitro: | Miodrag Čolić |

|            |           |  |
| Šestić 77’ | Marcatori |  |

| Arbitro: | Fahrudin Fazlagić |

|           |           |                |
| Vokri 48’ | Marcatori | 40’ M.Đurovski |

| Belgrado 6 maggio 1984 29ª giornata | Stella Rossa | 0 – 0 | Partizan | Stadio Stella Rossa (100.000 spett.)\| Arbitro: \| Bešlin \| |
| Arbitro:                            | Bešlin       |       |          |                                                              |

| Fiume (Croazia) 13 maggio 1984 30ª giornata | Rijeka      | 0 – 0 | Stella Rossa | Stadio Cantrida (25.000 spett.)\| Arbitro: \| Zoran Rebac \| |
| Arbitro:                                    | Zoran Rebac |       |              |                                                              |

| Arbitro: | Branko Bujić |

|                                       |           |                           |
| Nikolić 18’ Mrkela 24’ M.Đurovski 45’ | Marcatori | 48’ B.Cvetković 85’ Cerin |

| Arbitro: | Miodrag Čolić |

|  |           |             |
|  | Marcatori | 68’ Nikolić |

| Arbitro: | Damir Matovinović |

|           |           |  |
| Žugić 49’ | Marcatori |  |

| Arbitro: | Roganović |

|                                 |           |                        |
| Pašić 59’ Hadžibegić 85’ (rig.) | Marcatori | 62’ Nikolić 79’ Šestić |

### Kup Maršala Tita
| Arbitro: | Fazlagić (Sarajevo) |

|                               |           |            |
| Slišković 3’ Vulić 87’ (rig.) | Marcatori | 11’ Mrkela |

| Belgrado 24 maggio 1984 Finale - Ritorno | Stella Rossa       | 0 – 0 | Hajduk Spalato | Stadio Stella Rossa (70 000 spett.)\| Arbitro: \| Shinasi (Priština) \| |
| Arbitro:                                 | Shinasi (Priština) |       |                |                                                                         |

### Coppa UEFA
| Arbitro: | Jarguz |

|                  |           |  |
| Fanna 36’ (rig.) | Marcatori |  |

| Arbitro: | Courtney |

|                                        |           |                                  |
| B. Đurovski 16’ (rig.) M. Đurovski 59’ | Marcatori | 34’ Sacchetti 64’, 82’ Galderisi |